# شهرستان کاسوت (آیووا)
شهرستان کاسوت، آیووا (به انگلیسی: Kossuth County, Iowa) شهرستانی در ایالات متحده آمریکا است که در آیووا واقع شده‌است.
 شهرستان کاسوت در ۱۵ ژانویه ۱۸۵۱ به افتخار لایوش کشوت، یکی از مشهورترین سیاستمندان قرن نوزدهم که در پایان  انقلاب ۱۸۴۸–۱۸۴۹ مجارستان به تبعید رفت، نامیده شد.

## خصوصیات
شهرستان کاسوت ۲٬۵۲۲٫۶۶ کیلومترمربع مساحت دارد.